# Etnografía de Colombia

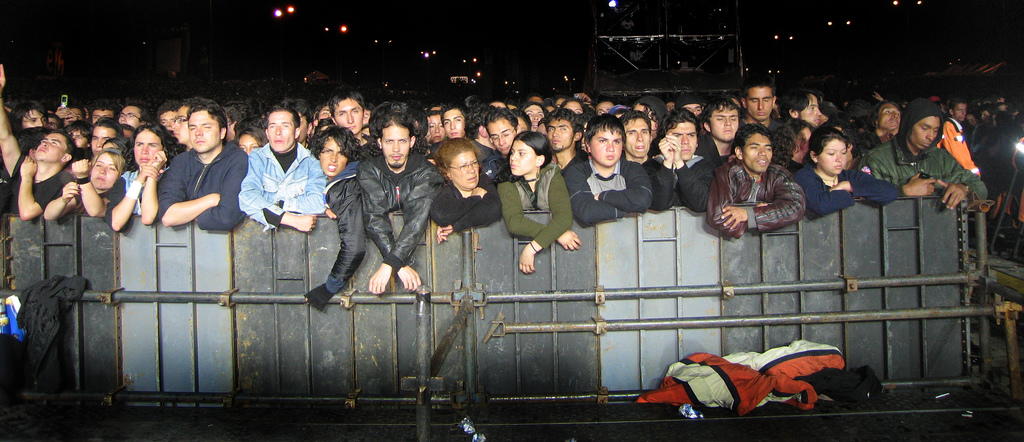
La diversidad étnica del país.

La etnografía de Colombia se caracteriza por ser la mezcla de tres grupos principales: españoles, indígenas y africanos. Al mestizaje de estos tres grupos se sumaron algunos inmigrantes procedentes de Europa, el Medio Oriente y, en menor medida, asiáticos orientales.
En el censo general de población de 2018, el 6,68% de la población se autoidentificó como afrocolombiana (incluyendo raizales y palenqueros), el 4,31% como indígena, y el 0,01% como gitana.
El 87,58% fue clasificado sin pertenencia étnica, categoría que engloba al resto de las poblaciones que habitan el país, las cuales incluyen mestizos y descendientes de vascos, alemanes, italianos, franceses, ingleses, holandeses, árabes, judíos, asiáticos, y otros grupos que no aparecen oficialmente en el censo. Colombia es uno de los países con mayor diversidad étnica y lingüística del mundo.
| Grupo Étnico | Población  | Porcentaje |
| ------------ | ---------- | ---------- |
| Mestizo      | 26 156 000 | 50.3%      |
| Blanco       | 13 728 000 | 26.4%      |
| Indígena     | 4 940 000  | 9.5%       |
| Negro        | 4 680 000  | 9.0%       |
| Mulato       | 2 288 000  | 4.4%       |
| Asiático     | 208 000    | 0.4%       |

## Autorreconomiento en el censo
| Censo 2018                                      | Censo 2018                                      | Censo 2018 | Censo 2018 | Censo 2018 |
| ----------------------------------------------- | ----------------------------------------------- | ---------- | ---------- | ---------- |
| Etnia                                           | Etnia                                           |            | Porcentaje | Porcentaje |
| Sin pertenencia étnica                          | Sin pertenencia étnica                          |            | 87.58 %    | 87.58 %    |
| Negro, mulato, afrodescendiente, afrocolombiano | Negro, mulato, afrodescendiente, afrocolombiano |            | 6.68 %     | 6.68 %     |
| Indígena                                        | Indígena                                        |            | 4.31 %     | 4.31 %     |
| Sin respuesta                                   | Sin respuesta                                   |            | 1.35 %     | 1.35 %     |
| Raizal                                          | Raizal                                          |            | 0.06 %     | 0.06 %     |
| Palenquero                                      | Palenquero                                      |            | 0.02 %     | 0.02 %     |
| Gitano                                          | Gitano                                          |            | 0.01 %     | 0.01 %     |
| Fuente: Departamento Nacional de Estadísticas   |                                                 |            |            |            |

- Sin pertenencia étnica:  38 678 341
- Negro, mulato, afrodescendiente, afrocolombiano:  2 950 072
- Indígena: 1 905 617
- Sin respuesta: 595 586
- Raizal: 25 515
- Palenquero:  6 637
- Gitano:  2 649

| Departamento             | Sin reconocimiento étnico | Negro, mulato, afrodescendiente, afrocolombiano | Indígena | No responde | Raizal | Palenquero | Gitano o Rrom |
| ------------------------ | ------------------------- | ----------------------------------------------- | -------- | ----------- | ------ | ---------- | ------------- |
| Amazonas                 | 37.47%                    | 0.72%                                           | 57.72%   | 4.06%       | 0.02%  | 0.00%      | 0.01%         |
| Antioquia                | 93.01%                    | 5.21%                                           | 0.63%    | 1.13%       | 0.01%  | 0.00%      | 0.00%         |
| Arauca                   | 91.71%                    | 4.17%                                           | 2.74%    | 1.35%       | 0.02%  | 0.01%      | 0.00%         |
| Atlántico                | 91.29%                    | 5.93%                                           | 1.67%    | 1.06%       | 0.02%  | 0.04%      | 0.00%         |
| Bogotá, D. C.            | 96.81%                    | 0.91%                                           | 0.27%    | 1.99%       | 0.01%  | 0.00%      | 0.01%         |
| Bolívar                  | 82.26%                    | 16.49%                                          | 0.27%    | 0.73%       | 0.03%  | 0.21%      | 0.00%         |
| Boyacá                   | 97.92%                    | 0.37%                                           | 0.63%    | 1.08%       | 0.01%  | 0.00%      | 0.00%         |
| Caldas                   | 91.56%                    | 1.58%                                           | 6.04%    | 0.80%       | 0.01%  | 0.00%      | 0.00%         |
| Caquetá                  | 92.32%                    | 1.40%                                           | 2.45%    | 3.81%       | 0.01%  | 0.00%      | 0.01%         |
| Casanare                 | 95.46%                    | 1.60%                                           | 1.81%    | 1.11%       | 0.01%  | 0.00%      | 0.00%         |
| Cauca                    | 54.47%                    | 19.72%                                          | 24.81%   | 0.99%       | 0.01%  | 0.01%      | 0.00%         |
| Cesar                    | 81.34%                    | 12.95%                                          | 4.66%    | 1.03%       | 0.01%  | 0.01%      | 0.00%         |
| Chocó                    | 4.69%                     | 73.77%                                          | 14.96%   | 6.51%       | 0.03%  | 0.03%      | 0.01%         |
| Córdoba                  | 79.75%                    | 6.57%                                           | 13.03%   | 0.62%       | 0.01%  | 0.00%      | 0.01%         |
| Cundinamarca             | 97.96%                    | 0.46%                                           | 0.36%    | 1.21%       | 0.01%  | 0.00%      | 0.00%         |
| Guainía                  | 20.54%                    | 1.02%                                           | 74.90%   | 3.52%       | 0.01%  | 0.01%      | 0.01%         |
| Guaviare                 | 81.53%                    | 4.08%                                           | 9.38%    | 4.99%       | 0.01%  | 0.01%      | 0.00%         |
| Huila                    | 97.26%                    | 0.50%                                           | 1.21%    | 1.02%       | 0.00%  | 0.00%      | 0.00%         |
| La Guajira               | 43.64%                    | 7.30%                                           | 47.82%   | 1.21%       | 0.01%  | 0.01%      | 0.00%         |
| Magdalena                | 89.18%                    | 8.40%                                           | 1.66%    | 0.74%       | 0.01%  | 0.01%      | 0.00%         |
| Meta                     | 94.64%                    | 0.95%                                           | 2.23%    | 2.16%       | 0.01%  | 0.00%      | 0.00%         |
| Nariño                   | 65.24%                    | 17.43%                                          | 15.46%   | 1.84%       | 0.01%  | 0.01%      | 0.01%         |
| Norte de Santander       | 98.17%                    | 0.40%                                           | 0.34%    | 1.07%       | 0.00%  | 0.00%      | 0.02%         |
| Putumayo                 | 76.50%                    | 3.61%                                           | 17.90%   | 1.97%       | 0.00%  | 0.01%      | 0.01%         |
| Quindío                  | 97.17%                    | 1.18%                                           | 0.57%    | 1.07%       | 0.00%  | 0.00%      | 0.00%         |
| Risaralda                | 93.65%                    | 1.98%                                           | 3.56%    | 0.79%       | 0.01%  | 0.00%      | 0.00%         |
| San Andrés y Providencia | 43.10%                    | 13.52%                                          | 0.04%    | 1.22%       | 42.10% | 0.02%      | 0.00%         |
| Santander                | 97.53%                    | 1.12%                                           | 0.06%    | 1.26%       | 0.01%  | 0.00%      | 0.02%         |
| Sucre                    | 75.12%                    | 11.88%                                          | 12.14%   | 0.83%       | 0.02%  | 0.01%      | 0.02%         |
| Tolima                   | 94.84%                    | 0.42%                                           | 3.68%    | 1.04%       | 0.00%  | 0.00%      | 0.01%         |
| Valle del Cauca          | 80.92%                    | 17.07%                                          | 0.81%    | 1.18%       | 0.01%  | 0.01%      | 0.00%         |
| Vaupés                   | 14.41%                    | 0.72%                                           | 81.68%   | 3.14%       | 0.03%  | 0.02%      | 0.00%         |
| Vichada                  | 36.98%                    | 0.74%                                           | 58.16%   | 4.10%       | 0.01%  | 0.01%      | 0.00%         |
| Total Nacional           | 87.58%                    | 6.68%                                           | 4.31%    | 1.35%       | 0.06%  | 0.02%      | 0.01%         |

## Historia de los grupos étnicos
A pesar de varios trabajos en etnohistoria, se desconoce exactamente cuántos indígenas habitaban el actual territorio de Colombia a la llegada de los europeos, debido a que la información prehispánica era de tradición oral, y por tanto se carece de documentos escritos que sirvan para calcular la población de la época. No obstante, si se sabe que tras la llegada de los españoles hubo una gran mortandad de la población indígena (el 90 %) propiciada por las enfermedades traídas por los europeos, las guerras y combates esporádicos que mantuvieron con estos últimos y los trabajos forzados y semiesclavitud a la que fueron sometidos los pueblos indígenas por los colonizadores españoles. No obstante, la población indígena del territorio colombiano ya era de por sí escasa, lo que explica en parte la necesidad de los españoles de importar de esclavos africanos para utilizarlos como mano de obra, aunque la razón principal fue el exterminio de la mayor parte de los indígenas.

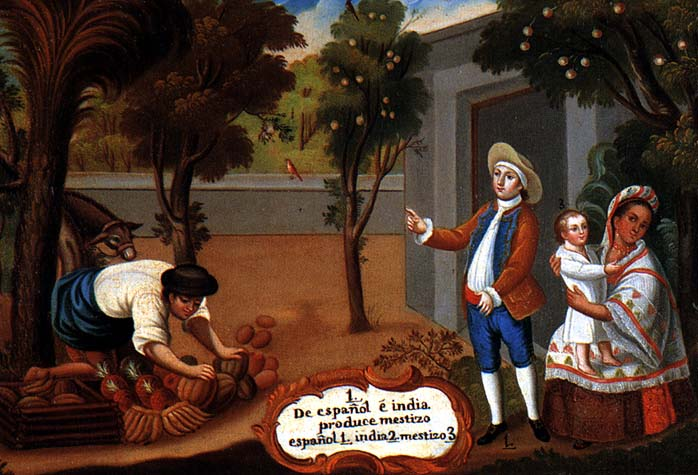
Una representación de mestizos en una "Pintura de Castas" de la era colonial. "De español e india produce mestizo". Durante la época colonial se impuso una sociedad de castas raciales.

Los primeros esclavos africanos llegaron en el año 1504, pero la necesidad era tal que a partir de 1520 entraban en el país aproximadamente 4000 esclavos africanos al año. Desde finales del siglo XVI, muchos esclavos negros lograban huir (cimarrones) y fundaban y establecían pueblos libres negros (Palenques), como el famoso Palenque de San Basilio. El punto de entrada de los esclavos era Cartagena, que junto con Mompox era el principal punto de compra-venta de estos. Desde allí eran desplazados por los ríos Cauca y Magdalena hasta otros centros secundarios de comercio esclavista, como Popayán, Honda (Tolima), Anserma (Caldas) y Cali. Durante las primeras décadas se importaban principalmente esclavos varones jóvenes, pero luego se comenzó a introducir mujeres jóvenes para autoabastecer de nuevos esclavos al territorio. Los esclavos realizaban todo tipo de labores, principalmente en minería, agricultura, ganadería y servicio doméstico. Los principales grupos lingüísticos de los esclavos eran el bantú y el sudanés. Además los esclavos debían ser instruidos en la fe católica para ser reconocidos en la nueva sociedad. Recibir el sacramento del bautismo era una condición indispensable para entrar a la América hispánica, según las normas de la Corona española, que prohibía la entrada a judíos, herejes y paganos.
Las primeras exploraciones europeas fueron realizadas por Alonso de Ojeda, Juan de la Cosa y Américo Vespucio, llegando hasta la Península de la Guajira. En 1501 Rodrigo de Bastidas descubrió las bocas del río Magdalena y la bahía de Cartagena, acompañado del propio Juan de la Cosa. La primera carta del litoral fue levantada por Juan de la Cosa entre 1492 y 1510. En 1511 Vasco Núñez de Balboa descubrió el río Atrato y contempló las aguas del Pacífico desde la sierra panameña de Darién. En 1522 Pascual de Andagoya, descubridor del Perú, llegó por el Pacífico hasta las bocas del río San Juan. Los españoles invirtieron unos veinte años en explorar las costas colombianas, fundaron varias ciudades y factorías y después avanzaron hacia el interior del país. Los primeros colonos españoles comenzaron a establecerse en el territorio inmediatamente después de su conquista por parte de Gonzalo Jiménez de Quesada, alrededor del año 1540.
En 1528, la familia de banqueros Welser consiguió de Carlos V la exclusividad para la conquista y colonización del territorio comprendido entre el Cabo de la Vela (actual Colombia) y Maracapana (actual Venezuela), siendo los primeros europeos no latinos que iniciaron el proceso colonizador en América Latina. Algunos de los exploradores más importantes fueron Ambrosius Ehinger, Nikolaus Federmann, Georg Hohermut von Speyer o Philipp von Hutten, pero su presencia finalizó en 1546, tras ser retirada la concesión por el Consejo de Indias luego de los reiterados intentos poco exitosos de los gobernadores enviados por los Welser para establecer un gobierno estable en sus territorios, el descontento de los castellanos que habitaban Coro y acusaciones de diversa índole. Las razones para la retirada del contrato fue el incumplimiento del contrato de arrendamiento, donde se incluía la fundación de varias ciudades y varios fuertes, y también falló en la parte del contrato donde se estipulaba la obligatoriedad de extender el cristianismo entre los indígenas. Durante este corto período, pequeños grupos de colonos alemanes se establecieron en el territorio, pero el clima, el calor y las enfermedades acabaron con la vida de muchos de ellos y otros regresaron a Alemania, quedándose muy pocos.
Durante el siglo XVI y principios del siglo XVII, los colonos españoles no eran más que soldados varones al servicio de los conquistadores que después se asentaban en el territorio. Las mujeres españolas tardarían en llegar y cuando lo hicieron sus números siempre fueron relativamente escasos. Esto unido a que los españoles varones eran jóvenes y generalmente habían llegado a América en busca de aventuras, riquezas y por los relatos acerca de que las mujeres indígenas iban desnudas, tenían grandes cantidades de hijos con las mujeres nativas y las esclavas africanas, a las cuales con frecuencia abandonaban. De este modo comenzó el mestizaje racial y en parte de los casos cultural, y en pocos años la población mestiza se alzó como la mayoría de la población, y conforme siguieron mezclándose europeos (sobre todo españoles), americanos y africanos, surgieron diversas variedades de razas, siendo denominadas las más importantes, como: mestizo (blanco-cobrizo), castizo (blanco-mestizo), moreno (blanco-negro), zambo (negro-cobrizo).
La sociedad colonial se caracterizó por dividirse en clases sociales étnicas. Así pues, la clase gobernante eran los criollos (denominación a los españoles y descendientes sin mezcla de éstos establecidos en América) y algunas variedades (castizos y mestizos de aspecto blanco), la clase media la formaban los mestizos y algunas variedades (algunos castizos y mestizos de pocos o medios rasgos indígenas), la clase baja la formaban los indígenas y algunas variedades (mestizos de aspecto predominante indígena) y en lo más bajo se hallaban los esclavos negros y algunas variedades (mulatos de aspecto predominante negro).
Desde tiempos de la colonia hasta tiempos incluso actuales, la población blanca generalmente ha alcanzado los principales y más importantes puestos, cargos y trabajos de la sociedad, teniendo un estatus económico y un nivel de bienestar social medio-alto, en contraste con las personas de otras etnias. Por ejemplo, la gran mayoría de presidentes del país han sido de raza blanca, las ciudades más grandes y desarrolladas del país actualmente Bogotá y Medellín tienen una mayor porcentaje de habitantes blancos, mientras que las zonas más atrasadas son aquellas donde la presencia cobriza o negra es mayor; como la costa pacífica o la región amazónica. Esto ha generado controversias internas sobre el papel de la raza blanca y su responsabilidad en ese atraso; desembocando en la "ley antidiscriminación" del 2011, en donde se establece: "El que arbitrariamente impida, obstruya o restrinja el pleno ejercicio de los derechos de las personas por razones de su raza, etnia, religión, nacionalidad, ideología política o filosófica, sexo u orientación sexual, incurrirá en prisión de 12 a 36 meses". 
A partir de la independencia del país, se sumaron a la mezcla pequeños grupos de inmigrantes árabes, judíos, europeos no españoles (italianos, alemanes, franceses, ingleses, irlandeses, lituanos, entre otros europeos) también japoneses, chinos y otros asiáticos, aunque no tuvieron un impacto significativo en la composición étnica y la cultura del país.

## Grupos étnicos

### Composición etnográfica
| MEST  | BLAN  | AMER  | NEGR  | MULAT | ZAMB | GITAN | Otros | NS/NR | ASIA | Estudio                                                                                  | Año  | Ref.  |
| ----- | ----- | ----- | ----- | ----- | ---- | ----- | ----- | ----- | ---- | ---------------------------------------------------------------------------------------- | ---- | ----- |
| 50,3% | 26,4% | 9,5%  | 9,0%  | 4,4%  | -    | -     | -     | -     | 0,4  | Latinobarómetro: autorreconocimiento étnico en Colombia                                  | 2023 | [ 3 ] |
| 87,6% | 87,6% | 4,3%  | 6,8%  | 6,8%  | 6,8% | -     | 1,4%  | -     | -    | CIA The World Factbook Colombia                                                          | 2022 | [ 6 ] |
| 49%   | 37%   | 3,4%  | 10,6% | -     | -    | 0,01% | -     | -     | -    | U.S. Federal Research Division: Colombia, a country study                                | 2010 | [ 7 ] |
| 38%a  | 37%   | 2%    | 4%    | 17%   | 1%   | -     | 1%    | -     | -    | Schwartzman, 2008: Identificación étnica según país                                      | 2008 | [ 8 ] |
| 53,2% | 20,0% | 1,8 % | 3,9%  | 21,0% | 0,1% | -     | -     | -     | -    | Lizcano, 2005: Composición de las Tres Áreas Culturales de América Al Comienzo del S.XXI | 2005 | [ 9 ] |

Notas: a porcentaje incluye trirraciales.

### Estimaciones
- Según Latinobarómetro, en 2023 el 50% de los colombianos se autoidentificaron como mestizos, el 26% como blancos, el 10% como amerindios, el 9% como negros, el 4% como mulatos, y el 1% como asiáticos.[10]
- Según el censo de 2005, el 11,62% de la población se autoidentificó como afrodescendiente, el 3,43% amerindia, el 0,01% gitana, y el 85,94% sin pertenencia étnica (blancos y mestizos). De este último grupo, se estima que el 49% fueron mestizos y el 37% blancos.[11]
- Por su parte, otro estudio dirigido por el etnólogo mexicano Francisco Lizcano Fernández, señala que Colombia es un país mayoritariamente mestizo (53,2%), con importantes minorías de mulatos (21,0%) y criollos (20,0%), y pequeñas minorías de negros (3,9%), indígenas (1,8%) y afrocaribeños (0,1%).
- En la Encuesta Latinoamericana de Cohesión Social, llevada a cabo en 2007, el 37% de la población se identificó como blanca, el 23% se identificó como mezcla de todo (trirraciales), el 17% se identificó como mezcla de blanco y negro, el 15% como mezcla de blanco e indígena, el 4% como negra, el 2% como indígena, y el 1% como mezcla de indígena y negro.[8]

### Mestizos
Constituyen el principal grupo étnico de la población total del país, según estimaciones no oficiales, puesto que el gobierno del país no realiza censos raciales donde se separen los Mestizos de los Blancos, sino que los junta y tampoco se hacen censos raciales de autoidentificación como sucede en Brasil, Argentina, Venezuela; entre otros países latinoamericanos. La historial del mestizaje en Colombia comenzó poco después de que se establecieran los primeros colonizadores en el territorio. Es resultado directo de la escasez de mujeres europeas en algunos sectores del reino durante la conquista, debido a que durante todo el período colonial la mayoría de los inmigrantes europeos eran varones. Los españoles entonces se unían principalmente con mujeres nativas de los distintos grupos étnicos, indígenas o africanos. Los mestizos se hallan prácticamente en todo el territorio del país y su población es la más grande en Colombia, siendo el aporte europeo casi exclusivo por parte paterna, pues más del 80% de los colombianos descienden de un europeo por vía paterna, mientras que el 85 % de los colombianos provienen de una indígena por vía materna. El 78,1% de los bogotanos desciende de una mujer indígena.
| Línea Materna ADNmt  | Línea Materna ADNmt | Línea Materna ADNmt | Línea Materna ADNmt |
| Territorio           | Blanco              | Amerindio           | Africano            |
| -------------------- | ------------------- | ------------------- | ------------------- |
| Antioquia            | 2% a 3,8%           | 90% a 88,4%         | 8% a 9.6%           |
| Santander            | 4,71 %              | 92,9 %              | 2,35 %              |
| Norte de Santander   | 5,7 %               | 94,3 %              | 0 %                 |
| Tolima               | 8 %                 | 88,5 %              | 3,3 %               |
| Línea Paterna crom-Y |                     |                     |                     |
| Territorio           | Blanco              | Amerindio           | Africano            |
| Antioquia            | 94 %                | 1 %                 | 5 %                 |
| Santander            | 86,6 %              | 6,1 %               | 7,3 %               |
| Norte de Santander   | 77,1 %              | 8,6 %               | 14,3 %              |
| Tolima               | 73,11 %             | 17,6 %              | 9,74 %              |

### Caucásicos

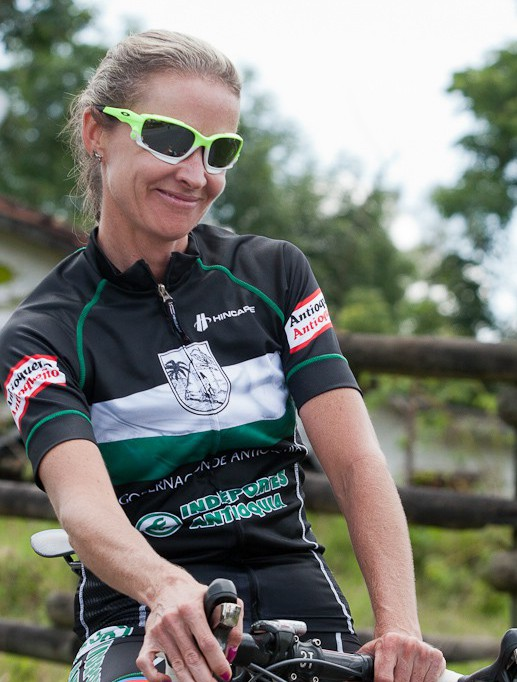
María Luisa Calle, ciclista de ascendencia española e inglesa.

La ascendencia de los caucásicos colombianos es principalmente vasco-españolacon aporte en genética alemana,italianafrancesa, irlandesa, inglesa y neerlandesa, otros grupos étnicos con sangre árabe, gitana, hebrea o parcialmente aborigen no se clasifican como criollos o caucásicos.
En lo que era la Nueva Granada se presentó una gran cantidad de españoles que comenzaron a llegar al territorio como colonos poco después de la conquista en grandes números (en comparación con la población nativa del territorio por aquellos tiempos), pero eran principalmente varones solteros. El mayor ejemplo lo proporciona la región Andina, por ejemplo, en Antioquia las investigaciones genéticas encontraron que los haplogrupos del cromosoma Y muestran una ascendencia vía masculina 94% europea, 5% africana y 1% indígena y por el contrario, los haplogrupos del ADN mitocondrial revelan una ascendencia por vía materna 90% indígena, 8% africana y 2% europea.
Tras la independencia del país se abrieron las puertas a inmigrantes europeos, a pesar de que el gobierno no la motivó ni la incentivó. Para entonces el país era política, social y económicamente muy inestable, produciéndose poco después de la independencia una serie de conflictos internos, guerras civiles y golpes de estado que lo desestabilizaron casi por completo; suponiendo una desmotivación para los inmigrantes europeos. A pesar de todo, pequeños grupos de españoles, italianos, alemanes, franceses, británicos, rusos, polacos (entre otros), llegaron al país principalmente a través del puerto de Barranquilla, estableciéndose mayormente en las principales ciudades. Una excepción importante a esta tendencia es el departamento de San Andrés y Providencia, el cual fue colonia inglesa y la población blanca desciende de colonos escoceses e ingleses principalmente.
Históricamente, la población blanca ha desempeñado un papel influyente en la historia de Colombia, como lo es en la creación de las instituciones gubernamentales, la constitución, el ejército, el himno nacional, la construcción de infraestructura, creaciones en el arte, la arquitectura y las ciencias.
| Inmigración  | Inmigración                         |
| Nacionalidad | Información                         |
| ------------ | ----------------------------------- |
| Alemana      | Inmigración alemana en Colombia     |
| Austríaca    | Inmigración austríaca en Colombia   |
| Belga        | Inmigración belga en Colombia       |
| Británica    | Inmigración británica en Colombia   |
| Checa        | Inmigración checa en Colombia       |
| Croata       | Inmigración croata en Colombia      |
| Española     | Inmigración española en Colombia    |
| Francesa     | Inmigración francesa en Colombia    |
| Griega       | Inmigración griega en Colombia      |
| Húngara      | Inmigración húngara en Colombia     |
| Irlandesa    | Inmigración irlandesa en Colombia   |
| Italiana     | Inmigración italiana en Colombia    |
| Lituana      | Inmigración lituana en Colombia     |
| Neerlandesa  | Inmigración neerlandesa en Colombia |
| Polaca       | Inmigración polaca en Colombia      |
| Portuguesa   | Inmigración portuguesa en Colombia  |
| Rumana       | Inmigración rumana en Colombia      |
| Rusa         | Inmigración rusa en Colombia        |
| Serbia       | Inmigración serbia en Colombia      |
| Suiza        | Inmigración suiza en Colombia       |

### Afrocolombianos

Población afrocolombiana de Colombia por municipio en 2005.
72,7% - 100%
45% - 72,6%
20,4% - 44,9%
5,8% - 20,3%
0% - 5,7%
Sin datos

Según el censo de 2005 eran el 10,5% de la población. En el censo de 2018, corresponden al 6,75% de la población, incluyendo a mulatos, raizales y palenqueros. No obstante, otras estimaciones señalan hasta un 25% de afrocolombianos en total, conformados por un 21,1% de mulatos y zambos, y un 3,9% de negros, en el caso de Lizcano-Fernández (2005), o un 21% de afrocolombianos, con 17% de mulatos, 4% de negros y 1% zambos, según Schwartzman (2008). Para el gobierno colombiano el número real de afrodescendientes alcanza el 26% del total, mientras que tradicionalmente se estima un 21% de afrocolombianos (14% como mulatos, 4% como negros y 3% como zambos).
Dentro de los afrocolombianos se pueden diferenciar cuatro grupos importantes:
- Los que habitan en la región Caribe, incluyendo la comunidad del Palenque de San Basilio.
- Los que se ubican en el litoral Pacífico (Chocó biogeográfico)
- Los que viven en los valles interandinos de los ríos Magdalena y Cauca, y algunos de sus afluentes, así como en el valle transversal del río Patía.
- Los raizales del Archipiélago de San Andrés, Providencia y Santa Catalina.

Los departamentos con mayor porcentaje de afrocolombianos son Chocó (73,83%), San Andrés y Providencia (55,64%), Cauca (19,74%), Nariño (17,45%), Valle del Cauca (17,09%), Bolívar (16,73%), Cesar (12,97%) y Sucre (11,91%). En el censo de 2005, un 29,2% del total de afrocolombianos se concentraba en las ciudades de Cartagena de Indias, Cali, Barranquilla, Medellín y Bogotá. En Bogotá, la ciudad del país con más personas que no declaran pertenencia étnica, residían 100 000 afrocolombianos, que representan el 1,5% de la población del distrito (un 29% de nacieron en la ciudad y un 17% que migraron desde el Chocó).
La Constitución colombiana y la ley 70 de 1993 reconocen los derechos, cultura, costumbres, tradiciones y territorios de la población afrocolombiana que se ha titulado como tierras colectivas de comunidades negras, un total de 15 717 269 hectáreas que corresponde al 16,13 % de la superficie del país.

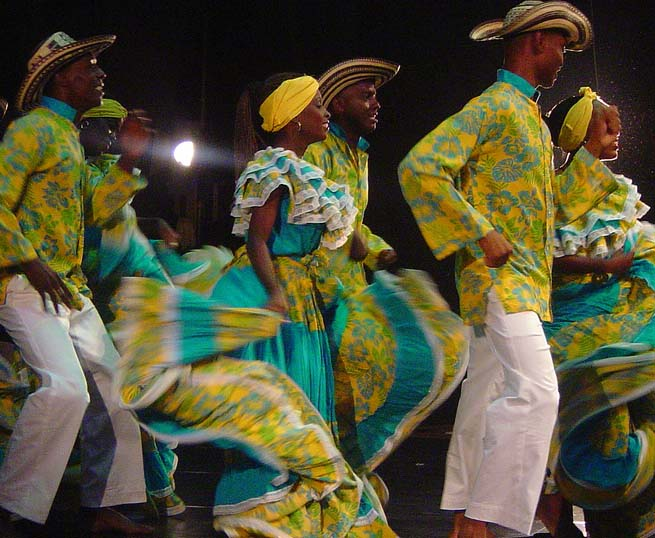
Danza tradicional en San Basilio de Palenque.

La población afrocolombiana posee una alta tasa de natalidad, siendo la media de hijos por mujer de 2,7, estando por encima de la media nacional (2,1), siendo 2,4 en entornos urbanos y 3.5 en entornos rurales, en ambos casos también por encima de la media nacional (1,9 y 3,1 respectivamente).
La población afrocolombiana es mayoritariamente joven, pero está experimentando un progresivo envejecimiento, traduciéndose en aumento en el número adultos mayores. Además, y a diferencia de los indígenas, presenta en su estructura y distribución de género un comportamiento más similar al del total de la población del país.
El 86% de la población afrocolombiana está alfabetizada, siendo ligeramente mayor el porcentaje en mujeres (88%) que en hombres (86%). En cuánto a educación, el 41% posee estudios básicos primarios, un 21% no posee estudios en ningún grado y un 16% posee estudios básicos secundarios. El 47% de la población es soltera.

#### Palenqueros
Los cimarrones, africanos y sus descendientes esclavizados que lograba huir llevaban una vida de libertad en rincones apartados de las ciudades y de las áreas colonizadas denominados palenques o quilombos, donde se mantuvo y desarrolló una cultura y población de características peculiares, que mantuvo mayores elementos físicos y espirituales de sus orígenes africanos. Uno de ellos fue el Palenque de San Basilio, donde se reagruparon varios palenques de los Montes de María, territorio legalizado por la Corona Española en 1714. Puede compararse sus orígenes genéticos con los de los territorios cercanos, para comprobar que también reflejan la historia propia de estas comunidades.
| Línea Paterna crom-Y    | Línea Paterna crom-Y | Línea Paterna crom-Y | Línea Paterna crom-Y |
| Territorio              | Africano             | Amerindio            | Blanco               |
| ----------------------- | -------------------- | -------------------- | -------------------- |
| Palenque de San Basilio | 78,6 %%              | 0 %                  | 21,4 %               |
| Bolívar (resto)         | 28,06 %              | 7,38 %               | 65.67 %              |
| Cartagena de Indias     | 8,3% a 23%           | 9,9% a 6,6%          | 80,2% a 72,1%        |
| Línea Materna ADNmt     |                      |                      |                      |
| Territorio              | Africano             | Amerindio            | Blanco               |
| Palenque de San Basilio | 85,7 %               | 13,2 %               | 0 %                  |
| Córdoba-Sucre           | 25 %                 | 74,8 %               | 7,3 %                |
| Atlántico               | 9,6%                 | 73,9 %               | 16,3 %               |

#### Raizales
La población raizal del Archipiélago de San Andrés, Providencia y Santa Catalina originada por la colonización de escoceses, ingleses y otros europeos y los africanos esclavizados tiene también claras especificidades lingüísticas y culturales. Investigaciones genéticas realizadas en Providencia sobre sus orígenes por línea paterna y materna dn el siguiente resultado:
| Línea Paterna crom-Y | Línea Paterna crom-Y | Línea Paterna crom-Y | Línea Paterna crom-Y |
| Africano             | Amerindio            | Blanco               |                      |
| -------------------- | -------------------- | -------------------- | -------------------- |
| 51,6 %%              | 0 %                  | 48,4 %               |                      |
| Línea Materna ADNmt  |                      |                      |                      |
| Africano             | Amerindio            | Blanco               |                      |
| 67,8 %               | 0,1 %                | 32,1 %               |                      |

### Indígenas

Población indígena de Colombia por municipio en 2005.
61,4% - 100%
29,6% - 61,3%
11,7% - 29,5%
2,9% - 11,6%
0% - 2,8%
Sin datos

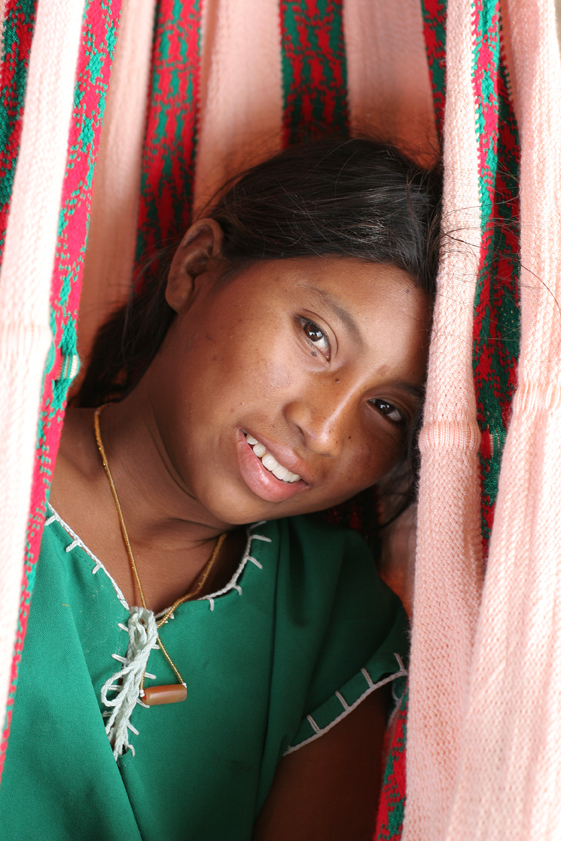
Mujer de etnia wayúu, el pueblo amerindio más numeroso de Colombia.

A pesar de haber constituido un segmento importante en el pasado (en 1852 los indígenas eran el 17,8% de la población total), actualmente la población indígena constituye solo un 4,31-10% de la población.  Tras haber sido víctimas de abusos, semiesclavitud, duras condiciones de vida y trabajos forzados durante siglos, la Constitución de 1991 reconoció los derechos fundamentales de los pueblos indígenas, y además ratificó el Convenio 169 de la OIT que regula internacionalmente sus derechos.
El gobierno colombiano reconoce la existencia de 87 pueblos indígenas: Achagua, Amorúa, Andoke, Arhuaco, Arzario, Awá, Bara, Barasana, Barí, Betoye, Bora, Cañamomo, Carapana,  Chimila, Chiricoa, Cocama, Coreguaje, Coconuco,  Coyaima, Desano, Dujo, Emberá, Emberá Chamí, Emberá Katío, Eperara Siadipara, Guambiano, Guanaca, Guane, Guayabero, Hitnü, Inga, Kawiyarí, Kamëntsa, Kankuamo, Karijona, Kichwa, Kofán, Kogui, Kubeo, Kuiba, Kurripako, Letuama, Makaguaje, Makuna, Masiguare, Matapí, Miraña, Mokaná, Muisca, Nasa, Nonuya, Nunak, Ocaina, Pasto, Piaroa, Piratapuyo, Pisamira, Puinave, Sáliba, Senú, Sikuani, Siona, Siriano, Taiwano, Tanimuka, Tariano, Tatuyo, Tikuna, Totoró, Tsiripu, Tucano, Tule, Tuyuka, Tzase, Uitoto, Umbrá, U'wa, Wanano, Waunan, Wayuu, Yagua, Yanacona, Yaruro, Yauna, Yuko, Yukuna, Yuri y Yurutí. 
Los departamentos con mayor proporción de indígenas son Vaupés (81,68%), Guainía (74,9%), Vichada (58,16%), Amazonas (57,72%), La Guajira (47,82%), Cauca (24,81%), Putumayo (17,9%) y Nariño (15,46%). En el censo de 2005, los departamentos de La Guajira, Cauca y Nariño concentraron aproximadamente la mitad de los indígenas del país. De acuerdo con la Constitución Nacional, las lenguas indígenas son también oficiales en sus territorios, aparte del castellano. En el país, se hablan 64 lenguas amerindias y una diversidad de dialectos que se agrupan en 13 familias lingüísticas.

### Otros Grupos
- Árabes: Aparte de los españoles, la inmigración árabe ha sido la más importante en Colombia. Los primeros árabes llegaron al país a finales del siglo XIX. La mayoría de los inmigrantes eran al principio católicos u ortodoxos que vivían en territorio ocupado por el Imperio otomano, en Líbano, Siria y Palestina, y debido a eso entraban con documentos de ese país, por lo tanto fueron llamados erróneamente "turcos". Las causas de emigración fueron principalmente económicas, siendo los emigrantes al principio jóvenes solteros en busca de oportunidades en América. La situación del país por aquel entonces era de guerras civiles y problemas económicos y administrativos a medida que crecía el descontento y la oposición en contra del gobierno reformista y dictatorial del general Rafael Reyes, lo que lo convertía en un destino muy poco atractivo para los emigrantes; aun así, comenzaron a llegar grupos que se instalaron en el norte del país, en la zona circundante a la costa caribeña, inicialmente en la ciudad de Barranquilla, al igual que muchos otros grupos de emigrantes que llegaban al país. Muchos llegaron al país por error, al confundirlo con el destino de su viaje, quedándose en él. Los inmigrantes árabes encontraron similitudes de su cultura con la cultura colombiana, con lo cual se adaptaron fácilmente a la sociedad. A partir de 1930, el flujo migratorio árabe se reduce, debido a las restricciones impuestas por el gobierno colombiano de la época y la Gran Depresión de 1929 en todo el continente americano. Actualmente se pueden encontrar sirio-libaneses en casi todas las ciudades colombianas, estando la mayor concentración de musulmanes en la ciudad de Maicao, donde se encuentra la segunda mayor mezquita de América Latina. Se calcula que hay 15 000 musulmanes en Colombia[42] y 2 500 000 - 3 200 000 ciudadanos de origen árabe.[43][44]

- Judíos: La presencia judía en Colombia data desde tiempos coloniales, como lo demuestran las actas de la Inquisición de Cartagena del siglo XVII, aunque de manera muy reducida y discreta, debido a la persecución que sufrían éstos por parte de las autoridades españolas. Pero es a partir de la independencia del país en el siglo XIX cuando queda clara la presencia de una comunidad judía organizada, especialmente judíos sefardíes, estableciéndose en la ciudad de Barranquilla, a la cual contribuyeron notablemente en su desarrollo económico, social y cultural al dedicarse principalmente a actividades comerciales. Al principio, los judíos establecidos en Barranquilla provenían en su mayor parte de Curazao,[45] pero a partir de la década de 1920 comienzan a llegar judíos askenazíes de Europa Oriental, quienes fundaron instituciones hebreas como el Centro Israelita Filantrópico en 1927 y el colegio Hebreo Unión en 1935. No obstante, diversas olas de antisemitismo se apropiaron del país y dificultó la llegada de los inmigrantes, y partir de 1940 sus números comenzaron a ser muy reducidos y desde 1950 se reportaron unos 7 mil judíos en el país.[46] A partir de ese período los judíos comienzan a emigrar de Colombia, y actualmente hay más colombianos en Israel (unos 15 000) que judíos en Colombia. Actualmente hay 4 colegios hebreos oficializados por el gobierno Israelí y la comunidad Judía en Colombia: colegio Colombo Hebreo en Bogotá,[47] Colegio Hebreo Unión en Barranquilla,[48] Colegio Hebreo Jorge Isaacs en Cali[49] y el colegio Theodoro Hertzl en Medellín.[50]

- Gitanos: Los Gitanos (también conocidos como Rom) fueron reconocidos recientemente como grupo étnico colombiano mediante la Resolución n.º 022 del 2 de septiembre de 1999 expedida por la Dirección General de Etnias del Ministerio el Interior y de Justicia y luego, por el decreto 2957 de 2010 que concretó el reconocimiento de sus derechos.[51] Son una población principalmente urbana, se encuentran distribuidos en kumpanias, que son “unidades variables de corresidencia y cocirculación que se asientan en barrios o se dispersan por familias entre las casas de los habitantes no gitanos en los sectores populares de las ciudades, y en segundo lugar en grupos familiares de tamaño variable que de todas maneras mantienen vínculos culturales y sociales con alguna de las kumpanias”. Se localizan principalmente en los departamentos de Atlántico, Bolívar, Norte de Santander, Santander, Valle del Cauca, Nariño y Bogotá. Son el 0,01 % de la población colombiana.[1]

## Composición genética
| Ascendencia genética de los colombianos según un estudio publicado en Revista Americana de Antropología Física. |
| --- |
| |
| Amerindio (47%) Europeo (42%) Africano (11%)                                                                    |

| Europeo | Amerindio | Africano | Arábigo | Asiático | Estudio                                                                                                   | Año  | Fuente                                    |
| ------- | --------- | -------- | ------- | -------- | --- | ---- | ----------------------------------------- |
| 61-63 % | 26-29 %   | 10-11 %  | —       | —        | Emilio Yunis                                                                                              | 1993 | Universidad Nacional de Colombia          |
| 45,9 %  | 33,8 %    | 20,3 %   | —       | —        | (Oliveira, 2008): O impacto das migrações na constituição genética de populações latino-americanas        | 2008 | Universidad de Brasilia                   |
| 57,6 %  | 31,8 %    | 10,6 %   | —       | —        | Genome-wide patterns of population structure and admixture among Hispanic/Latino populations              | 2009 | Universidad de Cornell                    |
| 42%     | 47%       | 11%      | —       | —        | Genetic Make Up and Structure of Colombian Populations by Means of Uniparental and Biparental DNA Markers | 2010 | American Journal of Physical Anthropology |
| 50,2 %  | 29,0 %    | 8,1 %    | 12,2 %  | —        | DNA Tribes: SNP Admixture Results by Population (I-II)                                                    | 2012 | DNA Tribes                                |
| 62,5 %  | 27,4 %    | 9,2 %    | —       | 0,9 %    | Genomic Insights into the Ancestry and Demographic History of South America                               | 2015 | PLoS Genetics                             |
| 44,0 %  | 28,0 %    | 19,0 %   | 8,0 %   | —        | National Geographic: The Genographic Project, Reference Populations, Geno 2.0 Next Generation             | 2016 | National Geographic                       |
| 44,0 %  | 39,0 %    | 17,0 %   | —       | —        | Admixture in the Americas: Regional and National Differences                                              | 2016 | Research Gate                             |
| 50,8 %  | 40,7 %    | 8,5 %    | —       | —        | Colorectal Cancer Risk and Ancestry in Colombian admixed Populations                                      | 2023 | Criollo et al                             |

### Fenotipo
Según una investigación llevado a cabo con 1,659 muestras colombianas, la mayoría de los individuos estudiados presentaron los siguientes rasgos fenotípicos:
| Color de ojos     | Color de ojos     | Color de ojos | Color de ojos | Color de ojos |
| ----------------- | ----------------- | ------------- | ------------- | ------------- |
| Color             | Color             |               | Porcentaje    | Porcentaje    |
| Café oscuro/Negro | Café oscuro/Negro |               | 64%           | 64%           |
| Café claro        | Café claro        |               | 15-16%        | 15-16%        |
| Miel              | Miel              |               | 10-11%        | 10-11%        |
| Verde             | Verde             |               | 8%            | 8%            |
| Azul/Gris         | Azul/Gris         |               | 2%            | 2%            |

Ojos cafés oscuros o negros (64%), seguidos por quienes tenían ojos cafés claros (16% de los hombres y 15% de las mujeres), color miel (11% de las mujeres y 10% de los hombres), verdes (8%) y azules o grises (2%). 
| Color de cabello           | Color de cabello           | Color de cabello | Color de cabello | Color de cabello |
| -------------------------- | -------------------------- | ---------------- | ---------------- | ---------------- |
| Color                      | Color                      |                  | Porcentaje       | Porcentaje       |
| Castaño/Negro              | Castaño/Negro              |                  | 81-85%           | 81-85%           |
| Rubio oscuro/Castaño claro | Rubio oscuro/Castaño claro |                  | 12-16%           | 12-16%           |
| Rubio                      | Rubio                      |                  | 2%               | 2%               |
| Rojo/Rojizo                | Rojo/Rojizo                |                  | 0-1%             | 0-1%             |

Asimismo, la mayoría tenían cabello castaño o negro (85% de las mujeres y 81% de los hombres), seguidos por aquellos de cabello rubio oscuro o castaño claro (16% de los hombres y 12% de las mujeres), rubio (2%) y rojo o rojizo (1% de los hombres).
| Tipo de cabello | Tipo de cabello | Tipo de cabello | Tipo de cabello | Tipo de cabello |
| --------------- | --------------- | --------------- | --------------- | --------------- |
| Tipo            | Tipo            |                 | Porcentaje      | Porcentaje      |
| Ondulado        | Ondulado        |                 | 38-39%          | 38-39%          |
| Lacio           | Lacio           |                 | 33-39%          | 33-39%          |
| Rizado          | Rizado          |                 | 20-27%          | 20-27%          |
| Crespo          | Crespo          |                 | 2%              | 2%              |

El cabello fue descrito principalmente como ondulado (39% de los hombres y 38% de las mujeres) y lacio (39% de los hombres y 33% de las mujeres), seguido por el cabello rizado (27% de las mujeres y 20% de los hombres) y crespo (2%). 
La mezcla genética promedio para el total de la muestra fue 60% europea, 29% indígena y 11% africana. Colombia obtuvo el segundo componente europeo más alto después de Brasil, la segunda proporción de melanina más baja también después de Brasil, la segunda tasa más alta de ojos azules/grises y verdes, con la tasa más alta de ojos color miel/avellana, la tercera tasa más alta de rubios y con la misma tasa de pelirrojos que Brasil y Chile.